# 1744 en droit
Cet article présente les faits marquants de l'année 1744 en droit.

## Événements
- 4 février (24 janvier du calendrier julien) : traité de Saint-Pétersbourg entre la Russie et la Saxe[1]. La Russie est engagée dans la coalition entre les Britanniques et les Autrichiens. Rupture avec la France.

- 5 juin : traité de Versailles. Deuxième alliance franco-prussienne[1].

- 22 juillet : traité de Francfort entre l'empereur, la Prusse et la France.

## Naissances
- 3 septembre : Ernst Ferdinand Klein, jurisconsulte prussien, qui a collaboré à la rédaction du code prussien († 18 mars 1810).